# 錢同文
錢同文（1532年—？），字大行，號懷蘇，浙江嘉興府嘉善縣人，民籍，明朝政治人物。

## 生平
嘉靖二十八年（1549年）己酉科浙江鄉試第三十二名舉人，三十二年（1553年）中式癸丑科會試第三十二名，三甲第一百四十五名進士。刑部觀政，授祁門縣知縣，升刑部主事，升員外郎、郎中，出為萊州府知府。

## 家族
曾祖錢安；祖父錢璞；父錢汝立，母諸氏。